# IC 2157
IC 2157 ist ein offener Sternhaufen vom Trumpler-Typ III2p im Sternbild Gemini auf der Ekliptik, der eine scheinbare Helligkeit von +8,4 mag hat.
Das Objekt wurde im Jahre 1899 vom britischen Astronomen Thomas Espin entdeckt.